# Myśla (dopływ Odry)
Myśla (niem. do 1945 r. Mietzel) – rzeka w zachodniej Polsce, na Pojezierzu Myśliborskim, w województwie zachodniopomorskim i lubuskim, prawobrzeżny dopływ Odry.

## Bieg rzeki

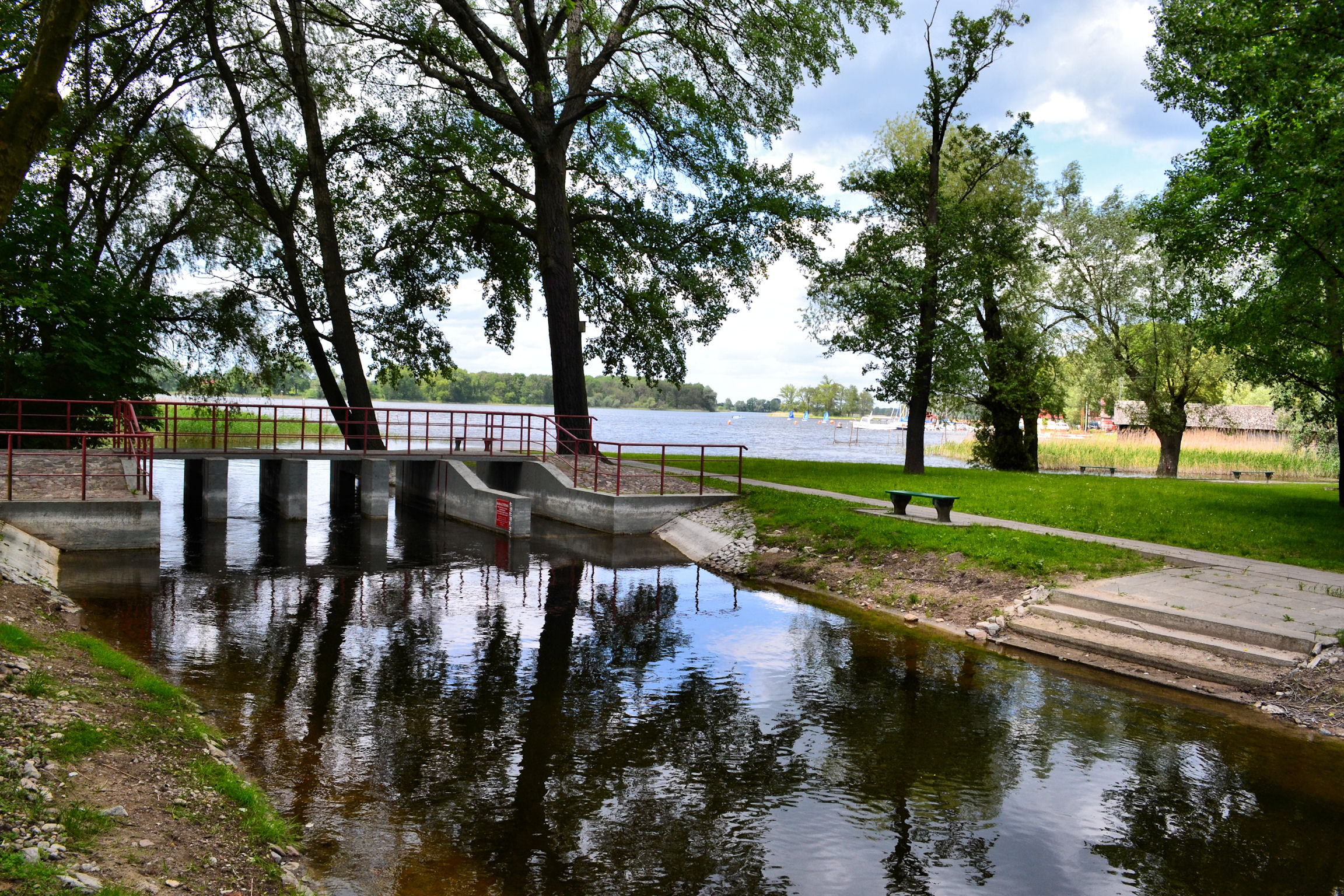
Myśla wypływająca z Jeziora Myśliborskiego w Myśliborzu

Całkowita długość 95,6 km, powierzchnia dorzecza 1334 km², II-III klasa czystości. Obszar źródliskowy leży na wysokości 70 m n.p.m. na terenie Pojezierza Myśliborskiego w okolicach wsi Rychnów, rzeka uchodzi do Odry w jej 629,4 km koło miejscowości Chlewice. Na system rzeczny Myśli składają się 24 cieki podstawowe, z których największymi są Kosa i Sienica. W zlewni rzeki Myśli, a zwłaszcza w jej górnym biegu znajduje się dużo jezior.

## Przyroda
Rzeka w dużej części zachowała swój pierwotny bieg, dzięki czemu koryto często meandruje, tworząc liczne zakola, rozlewiska i stawy przyrzeczne. W górnym biegu przepływa przez obszar chronionego krajobrazu pod nazwą Pojezierze Myśliborsko-Barlineckie, w środkowym biegu przez obszar chronionego krajobrazu pod nazwą Wysoczyzna Gorzowska, a dolny bieg i ujście znajdują się na terenie Parku Krajobrazowego Ujście Warty. Wokół rzeki znajduje się wiele ciekawych środowisk o randze lokalnej: lasów lęgowych, torfowisk, stawów i starorzeczy. Spotykane ptaki: zimorodki, siniaki, bociany czarne, gęgawy, perkozy rdzawoszyje, żurawie, kania czarna i ruda, puszczyki, sowy pójdźki i płomykówki. Zwierzęta: nietoperze, bobry, traszka grzebieniasta, wydra i żółw błotny oraz większość gatunków ryb typowych dla środowiska rzecznego.

## Gospodarka
Na rzece zlokalizowane są jazy i 6 małych elektrowni wodnych: Namyślin na ok. 6 km, Reczyce na ok. 12 km, Gudzisz na ok. 13 km, Chwarszczany na ok. 15 km, Dargomyśl na ok. 19 km, Barnówko na ok. 39 km od ujścia Myśli.

## Atrakcje turystyczne
Na rzece organizowane są spływy kajakowe. Szlak rozpoczyna się w Lipianach, przy plaży miejskiej nad jeziorem Wądół, a następnie wiedzie przez Myślibórz, gminę Dębno i Boleszkowice do ujścia Myśli do Odry. Spływ można zakończyć na Odrze w miejscowości Porzecze. Na rzece znajdują się stałe zapory, które wymagają od kajakarzy przenoszenia sprzętu brzegiem. Płynąc Myślą kajakarze muszą pokonać różne przeszkody, czasami o dużym stopniu trudności.
Promowaniem walorów turystycznych Myśli zajmuje się stowarzyszenie „Nad Myślą” z siedzibą w Myśliborzu i Stowarzyszenie „Z Biegiem Myśli” mające swoją siedzibę w Muzeum Pojezierza Myśliborskiego w Myśliborzu.

## Historia
Wzmiankowana po raz pierwszy pod nazwą Mizzla w 1232 r. w nadaniu księcia wielkopolskiego Władysława Odonica wsi Chwarszczany wraz z 1000 łanami ziemi (ok. 15–17 tys. ha) między Odrą, Wartą i Myślą. Kolejna wzmianka pod nazwą Mizla w 1234 r. w dokumencie fundacyjnym księcia pomorskiego Barnima I, w którym nadaje on wieś Dargomyśl i 200 łanów ziemi nad rzeką chwarszczańskim templariuszom. Nazwy w kolejnych latach: Myzla 1259, Mizle 1260, Mizcele 1281, Mitzel 1298, 1335, Mitzel 1944.
W dolnym biegu poniżej Barnówka należała w latach 1232–1540 do komandorii templariuszy i następnie joannitów w Chwarszczanach. Wzmianka z 1560, że rzeka Myśla od ujścia rzeki Smolnicy i granic Barnówka po ujście Głębokiej i most na szlaku z Dębna do Lasu Bogusławskiego i Cychrańskiego, w połowie należy do margrabiego brandenburskiego Jana, a druga połowa należy do rodziny Kuhmeise, właścicieli Barnówka. Dalej na południe od "Nowego Mostu" rzekę eksploatowały (od 1540) domeny państwowe w Dębnie i Namyślinie, a na odcinku od starego młynu do Kutzdorfischen Berge należała do domeny w Namyślinie.
W 1755 r. na polecenie króla Fryderyka II założona została w Reczycach huta żelaza napędzana wodami Myśli. W 1758 r. w okolicach Sarbinowa rozegrała się bitwa pomiędzy wojskami rosyjskimi i pruskimi. W 1786 r. uregulowano dolny bieg rzeki od Buszowa do ujścia.
Nazwę Myśla wprowadzono urzędowo w 1949 r., zastępując poprzednią niemiecką nazwę rzeki – Mietzel.